# Pinanga pectinata
Pinanga pectinata är en enhjärtbladig växtart som beskrevs av Odoardo Beccari. Pinanga pectinata ingår i släktet Pinanga och familjen Arecaceae. Inga underarter finns listade i Catalogue of Life.